# Valparaíso (Antioquia)
Valparaíso è un comune della Colombia facente parte del dipartimento di Antioquia.
Il centro abitato venne fondato da Pedro A. Restrepo, Tomás Uribe Toro e Waldo Ochoa nel 1860, mentre l'istituzione del comune è del 20 agosto 1864.